# Ousersatet
Ousersatet est un fonctionnaire de l'Égypte antique portant les titres de « vice-roi de Koush » et de « superviseur des pays du sud ». Il est en fonction sous le roi Amenhotep II et peut-être dans les premières années du règne de Thoutmôsis IV. En tant que fils royal de Koush, il est le principal responsable des provinces nubiennes.
Ousersatet est peut-être né à Éléphantine ou du moins dans la région de cette île. Le nom Ousersatet signifie « Satet est fort », Satet étant la divinité principale d'Éléphantine. Le père d'Ousersatet est Siamon et sa mère Nenouenhermenetès, l'« ornement du roi », dont on ne sait pas grand-chose.
Il semble que Ousersatet ait grandi dans le palais royal et qu'il ait suivi le roi lors de sa campagne militaire en Syrie. Il fait désensabler cinq canaux dans la région d'Assouan. Les canaux avaient déjà plus de 700 ans et avaient probablement été remplis de sable au début de la XVIIIe dynastie. Ousersatet est connu par un grand nombre de monuments, en particulier en Basse-Nubie. Près de Qasr Ibrim, il érige une chapelle en l'honneur du roi Amenhotep II. Une stèle trouvée à Semna porte la copie d'une lettre du roi à Ousersatet. Cependant, aucune biographie de ce fonctionnaire n'a survécu. On ne sait donc pas grand-chose de sa vie et de sa carrière. Son nom ayant été retiré de nombreux monuments, il semble qu'il soit tombé dans le déshonneur à un moment donné de sa carrière.
Sa tombe n'a pas encore été identifiée. Une stèle du Ouadi el-Houdi, décrite pour la première fois en 2017, a été trouvée, montrant Ousersatet devant Satet et Hathor. En mars 2019, la découverte de quatorze stèles datant du Moyen Empire a été annoncée par des archéologues à l'Ouadi el-Houdi. Sur l'une de ces stèles, vieille de 3 400 ans, était inscrit le nom d'Ousersatet.